# خمول معالج الحاسوب
خمول معالج الحاسوب (بالإنجليزية: Idle (CPU))‏ يوصف معالج الحاسوب بأنه خامل عندما لا يتم استخدامه من قبل أي برنامج.
إن كل برنامج أو مهمة تعمل في نظام الحاسوب ترافق مقدار محدد من وقت معالجة ضمن معالج الحاسوب. وعندما يُكمل المعالج إنجاز جميع المهام فإنه يفتر ويصبح في وضعية الخمول.
تَستخدم المعالجات الحديثة وقت الخمول لتوفير الطاقة. وتُنقص الأساليب المستخدمة الشائعة من سرعة الساعة بالتزامن مع كمية كهرباء المعالج وتضع أجزاء من المعالج في وضعية السكون. في حالة المعالجات التي تحوي على تعليمات توقُّف والتي تُوقِف المعالج إلى حين حدوث خلل، كتعليمات x68' وHLT، فقد يتم توفير كمية ملحوظة من الطاقة والحرارة إذا تضمنت عملية الخمول على حلقة تُنفِّذ  تعليمات HLT بشكل تكراري.
معظم أنظمة التشغيل كويندوز ولينُكس تعرض مهمة الخمول idle في قائمة المهام، وهي مهمة خاصة يتم تحميلها من قبل مجدول نظام التشغيل فقط عندما لا يكون هناك أي مهمة مترتبة على الحاسوب. قد تكون مهمة الخمول idle صعبة الإضافة لمجدول المهام، أو قد تكون منفذّة كمهمة مستقلة مع أقل أولوية ممكنة (أقل أولوية تعني أن جميع المهام ستكون لها الأولوية في التنفيذ أولاً وإذا لم يعد هناك أي مهمة للتنفيذ سيأتي دورها). إن أحد مزايا النهج الأخير هو أن البرامج المُراقِبة لحالة النظام يمكن أن ترى مهمة الخمول بالتوازي مع باقي المهام، وذلك في عملية خمول النظام في Windows NT على سبيل المثال.
إنَّ بعض البرامج مصممة للاستفادة من وقت خمول المعالج، مما يعني أنها تعمل ضمن أولوية منخفضة وبالتالي لا تؤثر على البرامج التي تعمل ضمن الأولوية العادية، وهذا يسمح للبرامج التي تعمل في الخلفية والغير أساسية بالعمل فقط عندما لا تؤثر على أداء التطبيقات الأخرى. قد تؤدي مثل هذه البرامج لرفع أداء المعالج إلى 100% طوال الوقت مما يؤدي إلى استهلاك أكثر للطاقة، وحيث أن معظم المعالجات الحديثة تدخل في وضعية توفير الطاقة عندما يصبحوا خاملين تماماً.